# 60-й Венецианский кинофестиваль
60-й Венецианский международный кинофестиваль проходил в итальянском городе Венеция с 27 августа по 6 сентября 2003 года. Жюри основного конкурса возглавил режиссёр и сценарист Марио Моничелли (Италия).

## Жюри
- Марио Моничелли, режиссёр, сценарист (Италия) — председатель
- Стефано Аккорси, актёр (Италия)
- Михаэль Балльхаус, кинооператор (Германия)
- Энн Хёй, режиссёр, актриса (Китай/Гонконг)
- Пьер Жоливе[фр.], режиссёр, сценарист, актёр (Франция)
- Монти Монтгомери[англ.], продюсер (США)
- Ассумпта Серна, актриса (Испания)

### Жюри «Разведка и добыча»
- Лор Адлер (Президент, Франция)
- Вито Аморузо (Италия)
- Самир Фарид (Египет)
- Рене Лю Жоин (Тайвань)
- Ульрих Тукур (Германия)

### Жюри Приз Луиджи де Лаурентиса
- Лиа ван Лир (Президент, Израиль)
- Жанике Ахлюнд (Швеция)
- Пьер-Анри Дело (Франция)
- Стефан Китанов (Болгария)
- Питер Скарлет (США)

## Основные разделы

### Фильмы в конкурсе
- 21 грамм фильм Алехандро Гонсалес Иньярриту
- 29 пальм фильм Брюно Дюмон
- Алила фильм Амос Гитай
- Возвращение фильм Андрей Звягинцев
- Воздушный змей фильм Ранда Чахал Сабаг
- Государственная тайна фильм Паоло Бенвенути
- Жена хорошего юриста фильм Им Сансу
- Затойчи фильм Такэси Китано
- Здравствуй, ночь фильм Марко Беллоккьо
- Код 46 фильм Майкл Уинтерботтом
- Мечтая об Аргентине фильм Кристофер Хэмптон
- Плывущий пейзаж фильм Карол Лай Миусют (Ли Мяосюэ)
- Порнография фильм Ян Якуб Кольский
- Прибежище дракона фильм Цай Минлян
- Раджа фильм Жак Дуайон
- Разговорный фильм фильм Мануэл де Оливейра
- Розенштрассе фильм Маргарета фон Тротта
- Слёзы в глазах фильм Срджан Каранович
- Чувства фильм Ноэми Львовски
- Чудо фильм Эдоардо Уинспир

### Фильмы вне конкурса
- Великолепная афера фильм Ридли Скотта
- Запятнанная репутация фильм Роберт Бентон
- Кое-что ещё фильм Вуди Аллена (film d’apertura)
- Кофе и сигареты фильм Джим Джармуш
- Лига выдающихся джентльменов фильм Стивен Норрингтон
- Мечтатели фильм Бернардо Бертолуччи
- Мсье Ибрагим и цветы Корана фильм Франсуа Дюпейрон
- Невыносимая жестокость фильм Джоэл Коэн и Итан Коэн
- Однажды в Мексике фильм Роберт Родригес
- Развод фильм Джеймс Айвори

### Противоточные
- Абхад фильм Абольфазл Джалили
- Антенна фильм Кадзуёси Кумакири
- Водка Лимон фильм Хинер Салим
- Возвращение Калиостро фильм Даниель Чипри и Франко Мареско
- Грязь фильм Дервис Займ
- Клуб любителей регби фильм Дэниэл Розенфельд
- Маги и странники, Кхьенце Норбу
- Место среди живущих фильм Рауль Руис
- Питон фильм Лайла Пакалныня
- Последняя жизнь во Вселенной фильм Пен-Ек Ратанаруанг
- Приёмные матери фильм Джон Сейлз
- Пять препятствий фильм Йорген Лет и Ларс фон Триер
- Свободные фильм Джанлука Мария Таварелли
- Снова в лесу фильм Гаутам Гхош
- Тишина между двумя мыслями фильм Бабак Паями
- Трудности перевода фильм София Коппола
- Убитое солнце фильм Абделькрим Бахлул
- Шульце играет блюз фильм Майкл Шорр
- Чемоданы Тульса Люпера: От Сарка до конца, Питер Гринуэй (Специальное мероприятие)

## Призы и премии

### Главные призы
- Золотой лев: Возвращение фильм Андрей Звягинцев
- Серебряный лев - Специальный приз жюри: Воздушный змей — Randa Chahal Sabbag
- Специальная режиссёрская награда: Такэси Китано — Затоічи
- Кубок Вольпи за лучшую мужскую роль: Шон Пенн — 21 грамм
- Кубок Вольпи за лучшую женскую роль: Катя Риманн — Розенштрассе
- Премия Марчелло Мастроянни: Катя Риман — Раджа
- Золотой лев за вклад в мировой кинематограф: Дино Де Лаурентис и Омар Шариф

### Премии
- Премия Сан-Марко: Водка Лимон фильм Инер Салим
- Специальный приз директора: Шульце играет блюз фильм Майкл Шорр
- Приз Upstream - лучшая мужская роль: Таданобу Асано — Последняя жизнь во Вселенной
- Приз Upstream - лучшая женская роль: Скарлетт Йоханссон — Трудности перевода
- Премия Сан-Марко - особое упоминание: Клуб любителей регби фильм Дэниэл Розенфельд

### Приз Луиджи де Лаурентиса
- Возвращение фильм Андрей Звягинцев

### Приз международной ассоциации кинокритиков
- ФИПРЕССИ:
  - Приз ФИПРЕССИ (конкурсная программа): Прибежище дракона — Цай Минлян
  - Приз ФИПРЕССИ в параллельных секциях: Нация без женщин — Маниш Джха